# Mutiscua
Mutiscua è un comune della Colombia facente parte del dipartimento di Norte de Santander.
L'abitato venne fondato da Patricio Villamizar nel 1841.

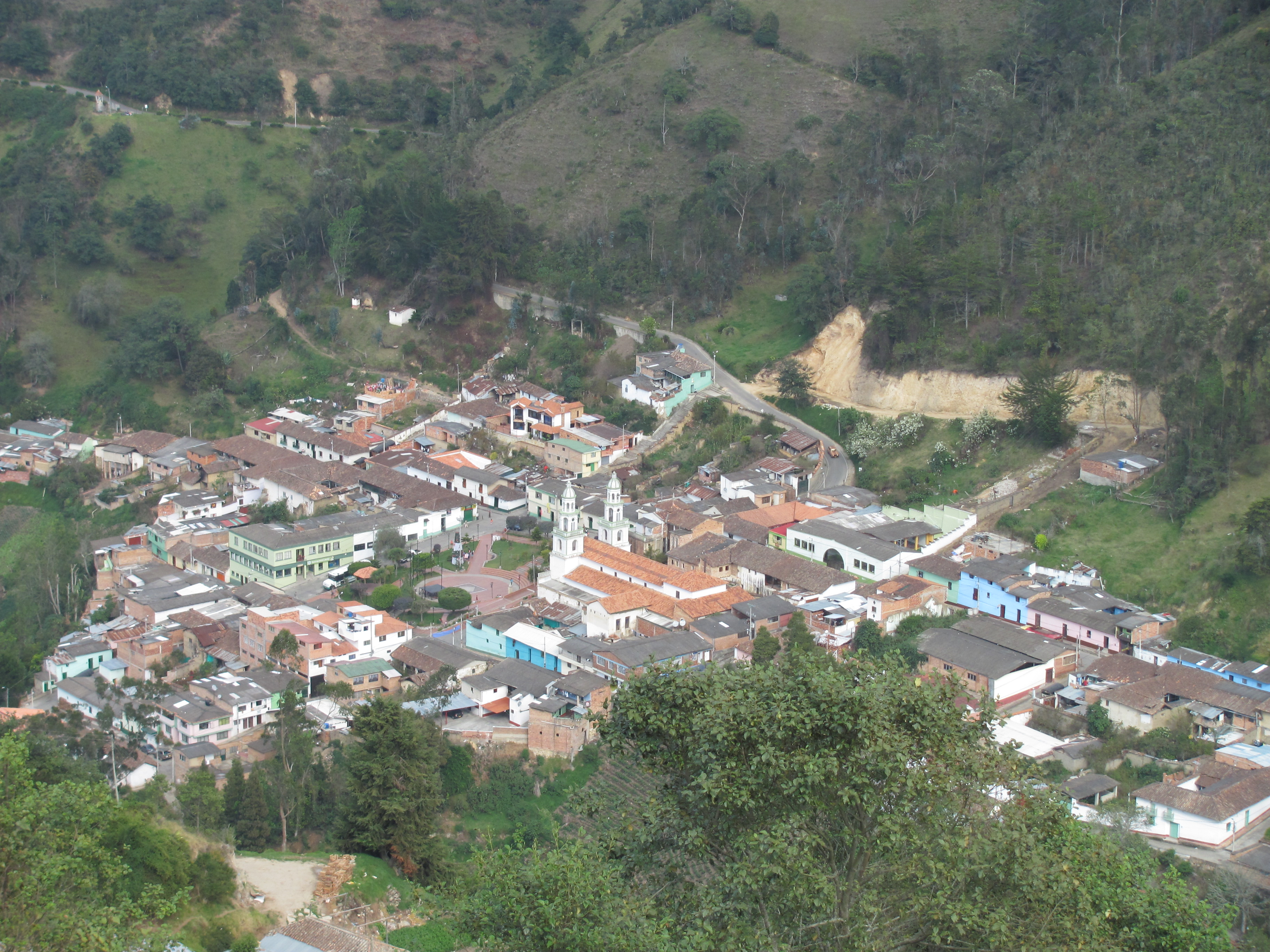
Panoramica aerea dell' abitato di Mutiscua